# Temporada do Sport Lisboa e Benfica de 2021–22
A temporada do Sport Lisboa e Benfica de 2021–22 foi a 118ª temporada do clube em existência e a sua 88ª temporada consecutiva na primeira divisão do futebol português. Internamente, o Benfica jogou na Primeira Liga, foi eliminado na quinta rodada da Taça de Portugal e chegou à final da Taça da Liga. Na Europa, o Benfica chegou aos quartos-de-final da Liga dos Campeões da UEFA. A temporada começou em 4 de agosto de 2021, com a terceira pré-eliminatória da Liga dos Campeões, e terminou em 13 de maio de 2022 com um terceiro lugar na liga. Esta foi a segunda época consecutiva do Benfica e o terceiro ano sem qualquer troféu conquistado.

## Jogadores

### Primeira equipa
- Atualizado até 31 de agosto de 2021[1][2]

Nota: Bandeiras indicam equipe nacional, conforme definido pelas regras de elegibilidade da FIFA. Os jogadores podem ter mais de uma nacionalidade não-FIFA.
| N.º |          | Posição | Jogador                                         |
| --- | -------- | ------- | ----------------------------------------------- |
| 1   | Sérvia   | G       | Mile Svilar                                     |
| 2   | Brasil   | D       | Gilberto                                        |
| 3   | Espanha  | D       | Alejandro Grimaldo                              |
| 4   | Brasil   | D       | Lucas Veríssimo                                 |
| 5   | Bélgica  | D       | Jan Vertonghen                                  |
| 7   | Brasil   | M       | Everton                                         |
| 9   | Uruguai  | A       | Darwin Núñez                                    |
| 11  | França   | M       | Soualiho Meïté                                  |
| 14  | Suíça    | A       | Haris Seferovic                                 |
| 15  | Ucrânia  | A       | Roman Yaremchuk                                 |
| 17  | Portugal | D       | Diogo Gonçalves                                 |
| 18  | Brasil   | A       | Rodrigo Pinho                                   |
| 20  | Portugal | M       | João Mário                                      |
| 21  | Portugal | M       | Pizzi (vice-capitão)                            |
| 22  | Áustria  | D       | Valentino Lazaro (emprestado da Inter de Milão) |

| N.º |           | Posição | Jogador                                    |
| --- | --------- | ------- | ------------------------------------------ |
| 23  | Sérvia    | M       | Nemanja Radonjić (emprestado do Marseille) |
| 27  | Portugal  | M       | Rafa Silva                                 |
| 28  | Alemanha  | M       | Julian Weigl                               |
| 30  | Argentina | D       | Nicolás Otamendi                           |
| 31  | Portugal  | D       | Gil Dias                                   |
| 34  | Portugal  | D       | André Almeida (capitão)                    |
| 49  | Marrocos  | M       | Adel Taarabt                               |
| 55  | Portugal  | M       | Paulo Bernardo                             |
| 77  | Brasil    | G       | Helton Leite                               |
| 83  | Portugal  | M       | Gedson Fernandes                           |
| 88  | Portugal  | A       | Gonçalo Ramos                              |
| 91  | Brasil    | D       | Morato                                     |
| 97  | Portugal  | D       | Ferro                                      |
| 99  | Grécia    | G       | Odysseas Vlachodimos                       |

## Transferências

### Entradas
| Nº              | Pos. | Jogador          | Transferido de | Valor       | Data                 | Fonte |
| --------------- | ---- | ---------------- | -------------- | ----------- | -------------------- | ----- |
| 18              | FW   | Rodrigo Pinho    | Marítimo       | Grátis      | 1 de julho de 2021   | [ 3 ] |
| 31              | DF   | Gil Dias         | Monaco         | 1,500,000€  | 1 de julho de 2021   | [ 4 ] |
| 20              | MF   | João Mário       | Inter Milan    | Grátis      | 13 de julho de 2021  | [ 5 ] |
| 11              | MF   | Soualiho Meïté   | Torino         | 7,000,000€  | 23 de julho de 2021  | [ 6 ] |
| 15              | FW   | Roman Yaremchuk  | Gent           | 17,000,000€ | 31 de julho de 2021  | [ 7 ] |
| 23              | MF   | Nemanja Radonjić | Marseille      | Empréstimo  | 22 de agosto de 2021 | [ 8 ] |
| 22              | DF   | Valentino Lazaro | Inter Milan    | Empréstimo  | 31 de agosto de 2021 | [ 9 ] |
| Total divulgado |      |                  |                |             |                      |       |
| 25 500 000€     |      |                  |                |             |                      |       |

### Saídas
| Nº              | Pos. | Jogador          | Transferido para     | Valor       | Data                   | Fonte(s) |
| --------------- | ---- | ---------------- | -------------------- | ----------- | ---------------------- | -------- |
| 33              | DF   | Jardel           |                      | Grátis      | 1 de julho de 2021     |          |
| 38              | MF   | Pedrinho         | Shakhtar Donetsk     | 18 000 000€ | 1 de julho de 2021     | [ 10 ]   |
| 11              | MF   | Franco Cervi     | Celta Vigo           | 4 000 000€  | 5 de julho de 2021     | [ 11 ]   |
|                 | MF   | Caio Lucas       | Sharjah FC           | 2 000 000€  | 6 de julho de 2021     | [ 12 ]   |
|                 | MF   | Tiago Dantas     | Tondela              | Empréstimo  | 7 de julho de 2021     | [ 13 ]   |
| 71              | DF   | Nuno Tavares     | Arsenal              | 8 000 000€  | 10 de julho de 2021    | [ 14 ]   |
|                 | MF   | Nuno Santos      | Paços de Ferreira    | Empréstimo  | 11 de julho de 2021    | [ 15 ]   |
|                 | MF   | Filip Krovinović | Hajduk Split         | 1 500 000€  | 19 de julho de 2021    | [ 16 ]   |
|                 | MF   | Alfa Semedo      | Vitória de Guimarães | 1 500 000€  | 29 de julho de 2021    | [ 17 ]   |
| 10              | FW   | Luca Waldschmidt | Wolfsburg            | 12 000 000€ | 22 de agosto de 2021   | [ 18 ]   |
| 61              | MF   | Florentino Luís  | Getafe               | Empréstimo  | 31 de agosto de 2021   | [ 19 ]   |
| 13              | MF   | Jota             | Celtic               | Empréstimo  | 31 de agosto de 2021   | [ 20 ]   |
| 95              | FW   | Carlos Vinícius  | PSV Eindhoven        | Empréstimo  | 31 de agosto de 2021   | [ 21 ]   |
| 22              | MF   | Andreas Samaris  |                      | Grátis      | 31 de agosto de 2021   | [ 22 ]   |
| 19              | MF   | Chiquinho        | Braga                | Empréstimo  | 31 de agosto de 2021   | [ 23 ]   |
| 8               | MF   | Gabriel          | Al-Gharafa           | Empréstimo  | 28 de setembro de 2021 | [ 24 ]   |
| Total divulgado |      |                  |                      |             |                        |          |
| 47 000 000€     |      |                  |                      |             |                        |          |

## Amigáveis pré-epoca
Vitória
      Empate
      Derrota
      Não aconteceu
      Cancelado
| 16 de julho de 2021 Amigável | Benfica | vs        | Gent | Faro/Loulé, Portugal     |  |
|                              |         | Relatório |      | Estádio: Estádio Algarve |  |

| 16 de julho de 2021 Amigável | Benfica                              | 2 – 1     | Casa Pia            | Seixal, Portugal                                        |  |
| 19:00                        | Ramos 14' · Kelechi 79' (gol contra) | Relatório | Banjaqui 60' (pen.) | Estádio: Benfica Campus Árbitro: João Gonçalves (Porto) |  |

| 18 de julho de 2021 Amigável | Benfica | vs        | Boavista | Faro/Loulé, Portugal     |  |
|                              |         | Relatório |          | Estádio: Estádio Algarve |  |

| 18 de julho de 2021 Amigável | Benfica                            | 2 – 1     | Almería    | Seixal, Portugal                                                   |  |
| 19:00                        | Pizzi 15' (pen.) · Waldschmidt 56' | Relatório | Villar 68' | Estádio: Benfica Campus Público: 0 Árbitro: António Nobre (Leiria) |  |

| 16 de julho de 2021 Amigável | Benfica   | 1 – 0     | Lille | Faro/Loulé, Portugal                                                |  |
| 20:00                        | Ramos 28' | Relatório |       | Estádio: Estádio Algarve Público: 0 Árbitro: João Gonçalves (Porto) |  |

| 16 de julho de 2021 Amigável | Benfica          | 1 – 1     | Marseille | Lisboa, Portugal                                                 |  |
| 20:00                        | Pizzi 14' (pen.) | Relatório | Payet 38' | Estádio: Estádio da Luz Público: 0 Árbitro: Luís Godinho (Évora) |  |

Amistosos não televisionados, disputados no Benfica Campus:
- Benfica 0–1 Benfica B (3 de julho)
- Benfica 2–0 Sporting da Covilhã (7 de julho)
- Benfica 3–2 Farense (10 de julho)
- Benfica 0–0 Belenenses SAD (13 de julho)

## Competições

### Registo geral
| Competição                | Primeiro jogo         | Último jogo            | Ronda inicial             | Posição final    |
| ------------------------- | --------------------- | ---------------------- | ------------------------- | ---------------- |
| Primeira Liga             | 7 de agosto de 2021   | 13 de maio de 2022     | 1ª jornada                | 3º               |
| Taça de Portugal          | 16 de outubro de 2021 | 23 de dezembro de 2021 | Terceira ronda            | Quinta ronda     |
| Taça da Liga              | 27 de outubro de 2021 | 29 de janeiro de 2022  | Terceira ronda            | Vice-campeão     |
| Liga dos Campeões da UEFA | 4 de agosto de 2021   | 13 de abril de 2022    | Terceira pré-eliminatória | Quartos de final |

Fonte: Soccerway

### Primeira Liga

#### Tabela da Liga
| Pos. | Equipe      | Pts | J  | V  | E  | D | GP | GC | SG | Classificação ou despromoção                        |
| ---- | ----------- | --- | -- | -- | -- | - | -- | -- | -- | --------------------------------------------------- |
| 1    | Porto (C)   | 91  | 34 | 29 | 4  | 1 | 86 | 22 | 64 | Fase de grupos da Liga dos Campeões de 2022–23      |
| 2    | Sporting    | 85  | 34 | 27 | 4  | 3 | 73 | 23 | 50 | Fase de grupos da Liga dos Campeões de 2022–23      |
| 3    | Benfica     | 74  | 34 | 23 | 5  | 6 | 78 | 30 | 48 | 3ª pré-eliminatória da Liga dos Campeões de 2022–23 |
| 4    | Braga       | 65  | 34 | 19 | 8  | 7 | 52 | 31 | 21 | Fase de grupos da Liga Europa de 2022–23            |
| 5    | Gil Vicente | 51  | 34 | 13 | 12 | 9 | 47 | 42 | 5  | 3ª pré-eliminatória da Liga Conferência de 2022–23  |

Fonte: Liga Portugal
Regras para classificação: 1) Pontos; 2) Pontos de confronto; 3) Diferença de gols frente a frente; 4) Gols fora de casa marcados; 5) Diferença de gols; 6) Jogos ganhos; 7) Gols marcados; 8) Play-off.
(C) Campeão

#### Resumo de resultados
| Geral | Geral | Geral | Geral | Geral | Geral | Geral | Geral | Casa | Casa | Casa | Casa | Casa | Casa | Fora | Fora | Fora | Fora | Fora | Fora |
| J     | V     | E     | D     | GP    | GC    | SG    | Pts   | V    | E    | D    | GP   | GC   | SG   | V    | E    | D    | GP   | GC   | SG   |
| ----- | ----- | ----- | ----- | ----- | ----- | ----- | ----- | ---- | ---- | ---- | ---- | ---- | ---- | ---- | ---- | ---- | ---- | ---- | ---- |
| 34    | 23    | 5     | 6     | 78    | 30    | +48   | 74    | 10   | 3    | 4    | 36   | 16   | +20  | 13   | 2    | 2    | 42   | 14   | +28  |

### Taça de Portugal
| 16 de outubro de 2021 Terceira ronda | Trofense  | 1 – 2 (pro.) | Benfica                   | Trofa, Portugal                                                                              |  |
| 20:15                                | Pachu 80' |              | Everton 22' · Almeida 94' | Estádio: Estádio do Clube Desportivo Trofense Público: 4 265 Árbitro: António Nobre (Leiria) |  |

| 19 de novembro de 2021 Quarta ronda | Benfica                                                   | 4 – 1 | Paços de Ferreira | Lisboa, Portugal                                         |  |
| 20:45                               | Grimaldo 78' · Seferovic 81' · Rafa 87' · Cebolinha 90+3' |       | Santos 52'        | Estádio: Estádio da Luz Árbitro: Manuel Oliveira (Porto) |  |

| 23 de dezembro de 2021 Quinta ronda | Porto                         | 3 – 0 | Benfica | Porto, Portugal                                              |  |
| 20:45                               | Evanilson 1' 31' · Vitinha 7' |       |         | Estádio: Estádio do Dragão Árbitro: Fábio Veríssimo (Leiria) |  |

### Taça da Liga

#### Fase de grupos
| Pos. | Equipe               | Pts | J | V | E | D | GP | GC | SG | Qualificação             |
| ---- | -------------------- | --- | - | - | - | - | -- | -- | -- | ------------------------ |
| 1    | Benfica              | 4   | 2 | 1 | 1 | 0 | 6  | 3  | 3  | Avança para a Final Four |
| 2    | Vitória de Guimarães | 4   | 2 | 1 | 1 | 0 | 5  | 3  | 2  |                          |
| 3    | Sporting da Covilhã  | 0   | 2 | 0 | 0 | 2 | 0  | 5  | -5 |                          |

Fonte: Liga Portugal
Regras para classificação: Desempates
| 27 de outubro de 2021 | Vitória de Guimarães                           | 3 – 3     | Benfica                                           | Guimarães, Portugal                                                                |  |
| 19:30                 | André 21' · Estupiñán 45+2' · Bruno Duarte 82' | Relatório | Semedo 8' (gol contra) · Pizzi 15' · Radonjić 28' | Estádio: Estádio D. Afonso Henriques Público: 11 065 Árbitro: Hugo Miguel (Lisboa) |  |

| 15 de dezembro de 2021 | Benfica                              | 3 – 0     | Sporting da Covilhã | Lisboa, Portugal                                                         |  |
| 19:00                  | Seferovic 27' · Núñez 67' (pen.) 72' | Relatório |                     | Estádio: Estádio da Luz Público: 15 291 Árbitro: Gustavo Correia (Porto) |  |

#### Semifinais
| 15 de dezembro de 2021 | Benfica     | 1 – 1 (3 – 2 pen.) | Boavista                 | Leiria, Portugal                                                                      |  |
| 19:45                  | Everton 16' | Relatório          | Gustavo Sauer 53' (pen.) | Estádio: Estádio Municipal de Leiria Público: 7 539 Árbitro: Fábio Veríssimo (Leiria) |  |

#### Final
| 29 de janeiro de 2022 | Benfica     | 1 – 2     | Sporting                 | Leiria, Portugal                                                                  |  |
| 19:45                 | Everton 23' | Relatório | Inácio 49' · Sarabia 78' | Estádio: Estádio Municipal de Leiria Público: 20 622 Árbitro: Manuel Mota (Braga) |  |

### Liga dos Campeões

#### Terceira pré-eliminatória
O sorteio da terceira pré-eliminatória foi realizado no dia 19 de julho de 2021.
| 4 de agosto de 2021 Primeira mão | Spartak Moscovo | 0 – 2     | Benfica                 | Moscovo, Rússia                                                          |  |
| 20:00                            |                 | Relatório | Rafa 51' · Gilberto 74' | Estádio: Otkritie Arena Público: 2 933 Árbitro: Srđan Jovanović (Sérvia) |  |

| 10 de agosto de 2021 Segunda mão | Benfica                                   | 2 – 0     | Spartak Moscovo | Lisboa, Portugal                                                             |  |
| 20:00                            | João Mário 58' · Gigot 90+2' (gol contra) | Relatório |                 | Estádio: Estádio da Luz Público: 16 312 Árbitro: Anthony Taylor (Inglaterra) |  |

#### Play-off
O sorteio do play-off foi realizado no dia 2 de agosto de 2021.
| 18 de agosto de 2021 Primeira mão | Benfica              | 2 – 1     | PSV Eindhoven | Lisboa, Portugal                                                        |  |
| 20:00                             | Rafa 10' · Weigl 42' | Relatório | Gakpo 51'     | Estádio: Estádio da Luz Público: 18 199 Árbitro: Felix Brych (Alemanha) |  |

| 24 de agosto de 2021 Segunda mão | PSV Eindhoven | 0 – 0 (1 - 2 agr.) | Benfica | Eindhoven, Holanda                                                          |  |
| 21:00                            |               | Relatório          |         | Estádio: Philips Stadion Público: 21 855 Árbitro: Slavko Vinčić (Eslovénia) |  |

#### Fase de Grupos
O sorteio da fase de grupos foi realizado no dia 26 de agosto de 2021.
| Pos. | Equipe         | Pts | J | V | E | D | GP | GC | SG  | Qualificação                   |
| ---- | -------------- | --- | - | - | - | - | -- | -- | --- | ------------------------------ |
| 1    | Bayern Munchen | 18  | 6 | 6 | 0 | 0 | 22 | 3  | 19  | Avança para a fase final       |
| 2    | Benfica        | 8   | 6 | 2 | 2 | 2 | 7  | 9  | -2  | Avança para a fase final       |
| 3    | Barcelona      | 7   | 6 | 2 | 1 | 3 | 2  | 9  | -7  | Transferido para a Liga Europa |
| 4    | Dínamo de Kiev | 1   | 6 | 0 | 1 | 5 | 1  | 11 | -10 |                                |

Fonte: UEFA
Regras para classificação: Desempates da Fase de Grupos
| 14 de setembro de 2021 1 | Dínamo de Kiev | 0 – 0     | Benfica | Kyiv, Ucrânia                                                                         |  |
| 22:00                    |                | Relatório |         | Estádio: NSC Olimpiyskiy Stadium Público: 21 657 Árbitro: Anthony Taylor (Inglaterra) |  |

| 29 de setembro de 2021 2 | Benfica                        | 3 – 0     | Barcelona | Lisboa, Portugal                                                         |  |
| 20:00                    | Darwin 3' 79' (pen) · Rafa 69' | Relatório |           | Estádio: Estádio da Luz Público: 29 454 Árbitro: Daniele Orsato (Itália) |  |

| 20 de outubro de 2022 3 | Benfica | 0 – 4     | Bayern Munchen                                            | Lisboa, Portugal                                                          |  |
| 20:00                   |         | Relatório | Sané 70' 84' · Everton 80' (gol contra) · Lewandowski 82' | Estádio: Estádio da Luz Público: 55 201 Árbitro: Ovidiu Hațegan (Roménia) |  |

| 2 de novembro de 2021 4 | Bayern Munchen                                  | 5 – 2     | Benfica                 | Munique, Alemanha                                                          |  |
| 21:00                   | Lewandowski 26' 61' 84' · Gnabry 32' · Sané 49' | Relatório | Morato 38' · Darwin 74' | Estádio: Allianz Arena Público: 50 000 Árbitro: Szymon Marciniak (Polónia) |  |

| 23 de novembro de 2021 5 | Barcelona | 0 – 0     | Benfica | Barcelona, Espanha                                                 |  |
| 21:00                    |           | Relatório |         | Estádio: Camp Nou Público: 49 572 Árbitro: Sergei Karasev (Rússia) |  |

| 8 de dezembro de 2021 6 | Benfica                      | 2 – 0     | Dínamo de Kiev | Lisboa, Portugal                                                          |  |
| 20:00                   | Yaremchuk 16' · Gilberto 22' | Relatório |                | Estádio: Estádio da Luz Público: 36 591 Árbitro: Deniz Aytekin (Alemanha) |  |

#### Oitavas de final
O sorteio das oitavas de final foi realizado no dia 13 de dezembro de 2021.
| 23 de fevereiro de 2022 Primeira mão | Benfica                                 | 2 – 2     | Ajax                   | Lisboa, Portugal                                                           |  |
| 20:00                                | Haller 26' (gol contra) · Yaremchuk 72' | Relatório | Tadić 18' · Haller 29' | Estádio: Estádio da Luz Público: 54 760 Árbitro: Slavko Vinčić (Eslovénia) |  |

| 15 de março de 2022 Segunda mão | Ajax | 0 – 1 (2 - 3 agr.) | Benfica    | Amsterdã, Holanda                                                                      |  |
| 21:00                           |      | Relatório          | Darwin 77' | Estádio: Johan Cruyff Arena Público: 54 066 Árbitro: Carlos del Cerro Grande (Espanha) |  |

#### Quartas de final
O sorteio das quartas de final foi realizado no dia 18 de março de 2022.
| 5 de abril de 2022 Primeira mão | Benfica                          | 1 – 3     | Liverpool  | Lisboa, Portugal                                                             |  |
| 20:00                           | Konaté 17' · Mané 34' · Díaz 87' | Relatório | Darwin 49' | Estádio: Estádio da Luz Público: 59 633 Árbitro: Jesús Gil Manzano (Espanha) |  |

| 13 de abril de 2022 Segunda mão | Liverpool                    | 3 – 3 (6 - 4 agr.) | Benfica                                | Liverpool, Inglaterra                                                |  |
| 20:00                           | Konaté 21' · Firmino 55' 65' | Relatório          | Ramos 32' · Yaremchuk 73' · Darwin 83' | Estádio: Anfield Público: 51 373 Árbitro: Serdar Gözübüyük (Holanda) |  |

## Estatísticas

### Jogos e golos
Atualizado em 13 de agosto de 2022.
| No.      | Pos.     | Nat.     | Jogador              | Primeira Liga | Primeira Liga | Taça de Portugal | Taça de Portugal | Taça da Liga | Taça da Liga | Liga dos Campeões | Liga dos Campeões | Total    | Total    |
| No.      | Pos.     | Nat.     | Jogador              | Jogos         | Gols          | Jogos            |                  | Jogos        | Gols         | Jogos             | Gols              | Jogos    | Gols     |
| Goleiros | Goleiros | Goleiros | Goleiros             | Goleiros      | Goleiros      | Goleiros         | Goleiros         | Goleiros     | Goleiros     | Goleiros          | Goleiros          | Goleiros | Goleiros |
| -------- | -------- | -------- | -------------------- | ------------- | ------------- | ---------------- | ---------------- | ------------ | ------------ | ----------------- | ----------------- | -------- | -------- |
| 1        | GR       | Sérvia   | Mile Svilar          | 0             | 0             | 0                | 0                | 0            | 0            | 0                 | 0                 | 0        | 0        |
| 77       | GR       | Brasil   | Helton Leite         | 2             | 0             | 3                | 0                | 2            | 0            | 0                 | 0                 | 7        | 0        |
| 77       | GR       | Grécia   | Odisseas Vlachodimos | 32            | 0             | 0                | 0                | 2            | 0            | 14                | 0                 | 48       | 0        |